# Campagna di Montenotte
Con il termine campagna di Montenotte si designano i combattimenti della fase iniziale della campagna d'Italia durante la guerra della prima coalizione tra la Francia e le potenze monarchiche europee dell'Antico regime. Il giovane generale Napoleone Bonaparte, appena nominato comandante della debole e disorganizzata Armata d'Italia, dimostrò per la prima volta le sue grandi qualità di stratega e di tattico sorprendendo con le sue audaci e rapide manovre gli eserciti nemici austro-piemontesi. In dieci giorni le truppe francesi, male equipaggiate ma combattive e fortemente motivate dai proclami del generale, sconfissero in una serie di continue battaglie le forze austro-piemontesi.
Il generale Bonaparte, coadiuvato da abili luogotenenti, prima frammentò lo schieramento difensivo nemico ai piedi delle Alpi e poi ne sconfisse separatamente le due parti, ottenendo un successo strategico decisivo che costrinse il Re di Sardegna a uscire dalla guerra e concludere un armistizio. L'esercito austriaco, duramente battuto, ripiegò verso il Veneto, abbandonando la Lombardia al generale Bonaparte che poté agevolmente sboccare in pianura e raggiungere importanti risultati politico-militari.
Le battaglie della campagna di Montenotte furono la prima applicazione pratica delle innovative e sorprendenti strategie ideate e applicate con intelligenza e determinazione da Napoleone Bonaparte durante tutta la sua lunga carriera.

## Il generale Bonaparte in comando
(Stendhal nella sua "vita di Napoleone", in riferimento alla prima campagna d'Italia)
Il 12 ventoso anno IV (2 marzo 1796) il generale Napoleone Bonaparte, divenuto personaggio di rilievo della vita politico-militare francese per la sua energica condotta durante la crisi del 13 vendemmiaio, venne nominato comandante in capo dell'Armata d'Italia; l'assegnazione del giovane e ambizioso generale era stata favorita dalla sua amicizia con il potente Paul Barras e dalla influenza della fidanzata Giuseppina Beauharnais su quest'ultimo di cui era stata in precedenza l'amante. La nomina era stata approvata anche da Lazare Carnot che apparentemente era ben consapevole dei vasti progetti bellici che il generale era intenzionato ad applicare in Italia anche in contrasto con le prudenti direttive del Direttorio.

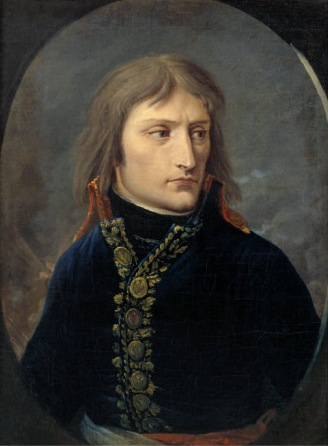
Il generale Napoleone Bonaparte.

Il generale Bonaparte partì da Parigi per raggiungere il suo nuovo incarico l'11 marzo; due giorni prima si era sposato in tutta fretta con Giuseppina; durante il viaggio il generale, che provava una forte passione per la donna, inviò quotidiane lettere d'amore alla nuova consorte. Dopo undici tappe giunse al quartier generale di Nizza; osservando la costa nemica, egli scrisse della "felicità", che egli possedeva a Parigi accanto alla moglie che amava, e soprattutto della "gloria", che egli voleva e che si trovava oltre i monti, nella "terra nemica".
Da molto tempo il generale Bonaparte aveva presentato al Comitato di salute pubblica, nell'anno II e nell'anno III, una serie di progetti offensivi per invadere l'Italia settentrionale sfruttando le caratteristiche del territorio e la debolezza degli eserciti nemici; egli aveva ideato una serie di istruzioni dettagliate e di proposte operative che erano state inviate al precedente comandante, generale Barthélemy Schérer, che tuttavia, infastidito dall'invadente generale, aveva ripetutamente respinto questi piani ritenuti fantasiosi e inattuabili e aveva infine presentato le sue dimissioni.

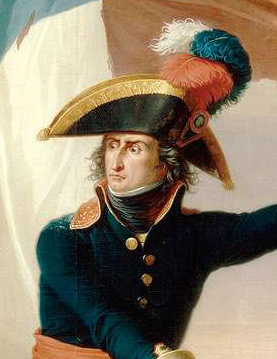
Il generale Pierre Augereau.

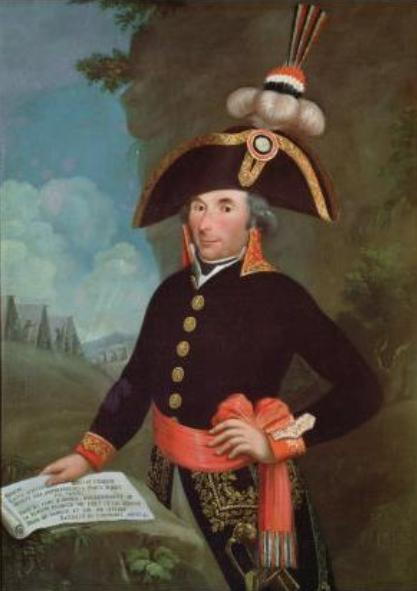
Il generale Andrea Massena.

In effetti i piani di Carnot e del Direttorio prevedevano nel 1796 una campagna decisiva per provocare la dissoluzione della prima coalizione e raggiungere la vittoria, ma assegnavano il compito di sferrare l'offensiva principale alle armate schierate in Germania. Nel teatro bellico tedesco l'Armata di Sambre e Mosa del generale Jean-Baptiste Jourdan e l'Armata di Reno e Mosella del generale Jean Victor Moreau, costituite ognuna da 80 000 soldati, avrebbero attaccato tra Magonza e la Svevia; avrebbero sconfitto gli eserciti austriaci dell'arciduca Carlo e del feldmaresciallo Dagobert von Wurmser e avrebbero invaso la Franconia e la Baviera. Raggiunti questi successi, il generale Moreau avrebbe proseguito verso il Tirolo. Il compito assegnato all'Armata d'Italia era relativamente secondario; l'armata avrebbe attaccato soprattutto per attirare le forze nemiche nel teatro italiano; quindi, se la situazione fosse stata favorevole, avrebbe potuto proseguire fino all'Adige dove avrebbe dovuto fermarsi in attesa dell'arrivo delle truppe del generale Moreau dal Tirolo.
I progetti del generale Bonaparte erano invece molto più ambiziosi; egli riteneva che l'Italia fosse il vero punto debole della coalizione. Il generale, riprendendo i suoi piani precedenti, intendeva sfruttare la scarsa coesione tra gli eserciti austriaco e piemontese, che sbarravano gli sbocchi delle Alpi e degli Appennini, per dividerli e batterli separatamente e quindi irrompere dalle montagne nella Pianura Padana, avanzando oltre l'Adige e precedendo nel Tirolo le truppe del generale Moreau. Questi piani erano conosciuti dal Direttorio che in effetti il 6 marzo 1796 parve mostrare maggiore aggressività in Italia dando istruzione al generale di attaccare Torino e schiacciare la dinastia sabauda; nel mese precedente era inoltre giunto all'Armata d'Italia come commissario Antoine Christophe Saliceti, il giacobino còrso con cui il generale aveva avuto controversi rapporti di collaborazione e amicizia in precedenza, che mostrò grande impegno per migliorare le condizioni delle truppe.
L'arrivo del generale Bonaparte, ufficiale conosciuto soprattutto per le sue frequentazioni politiche, in un primo momento suscitò sorpresa e disappunto tra i comandanti dell'Armata d'Italia, generali veterani, cinici e sfiduciati, spesso in contrasto fra loro ma ugualmente sospettosi verso l'inatteso nuovo comandante in capo. Tra i generali c'erano ufficiali impetuosi e combattivi di umili origini con torbidi passati, come Pierre Augereau e Andrea Massena, ed ufficiali esperti ma provenienti dal vecchio esercito regio come Jean Mathieu Sérurier e Amédée Laharpe; tutti erano delusi e pessimisti riguardo alle condizioni dell'armata e all'andamento della guerra. Piccolo di statura, magro, dal viso scavato, i capelli scompigliati lunghi sulle spalle, il generale Bonaparte, questo "scaramouche sulfureo" cupo e angoloso, diede invece, appena giunto nel quartier generale di Nizza, subito dimostrazione della sua grande autorità e della sua decisione.
Nonostante l'aspetto fisico non dominante e la giovane età, impressionò per la sua determinazione, per la sua austera personalità e per la brutale chiarezza di idee. Egli stabilì immediatamente la sua superiorità, intimorì i suoi generali e ne rafforzò la coesione; presto ottenne la loro fiducia, dimostrando il suo spirito di militare rivoluzionario e affermando l'ambizioso ruolo che egli intendeva riservare ai militari all'interno del contrastato sviluppo della Rivoluzione. Il generale era inoltre accompagnato da alcuni giovani ufficiali che avrebbero ben presto giocato un ruolo importante nell'Armata d'Italia; il generale Louis-Alexandre Berthier, eccellente ufficiale di stato maggiore, il generale Auguste Marmont, il maggiore Jean-Andoche Junot e il colonnello Gioacchino Murat, che aveva collaborato con il generale Bonaparte anche durante la crisi del 13 vendemmiaio.

## Piani e preparativi

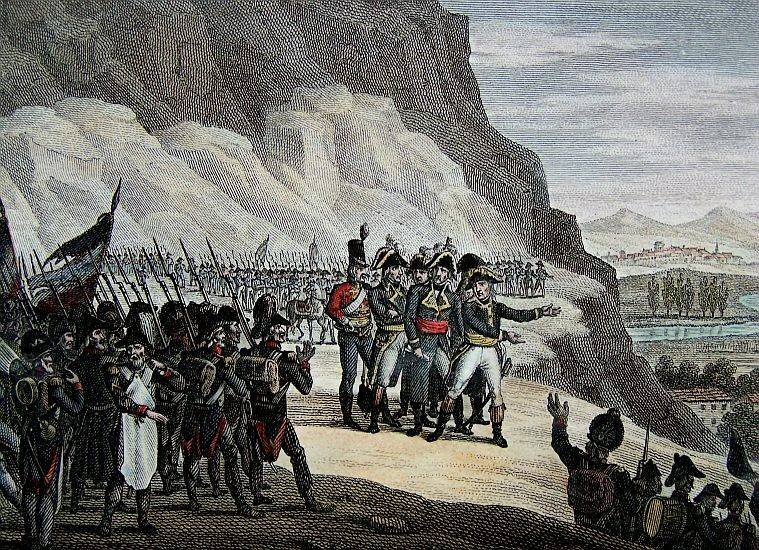
il generale Bonaparte parla alle truppe prima dell'inizio della campagna d'Italia.

L'Armata d'Italia si trovava, al momento dell'assunzione del comando da parte del generale Bonaparte, in mediocri condizioni; soprannominata spregiativamente "l'armata dei cenciosi", era costituita ufficialmente da 63 000 soldati, ma la forza effettivamente disponibile per impieghi operativi ammontava a soli 37 600 uomini. Il morale dei soldati non era molto alto, erano presenti fenomeni di sedizione e insubordinazione fino ad episodi di ammutinamento di interi reparti; i soldati, mal nutriti, poco equipaggiati, senza mezzi, con armi insufficienti, senza paghe, impegnati da oltre due anni in un'aspra e sterile guerra di montagna, erano esasperati e riottosi. Il generale Bonaparte era pienamente consapevole delle difficoltà e delle deplorevoli condizioni materiali dei suoi uomini; provenienti in gran parte dalle regioni della Francia meridionale, erano soldati coraggiosi, impetuosi, passionali, agguerriti nonostante la scarsa disciplina. Le truppe in realtà non furono immediatamente trascinate dal nuovo comandante; i soldati erano ancora scettici sulle capacità del generale, che appariva inesperto e fisicamente debole. Egli seppe ben presto sollevarne il morale e sollecitarne la combattività con le sue dimostrazioni di attivismo e di autoritaria energia, con la sua sollecitudine per migliorare le condizioni dell'armata e soprattutto con proclami in cui, dopo aver riconosciuto il loro sfortunato coraggio, faceva esplicito riferimento a "gloria e preda" come prospettive che si aprivano per loro, passando risolutamente all'offensiva, superando le montagne e penetrando nelle fertili e ricche regioni dell'Italia settentrionale.
Oltre a sostenere il morale delle truppe con la promessa del bottino e della gloria attraverso la conquista militare della Pianura Padana, il generale Bonaparte fece strenui sforzi, con la collaborazione soprattutto del commissario all'armata Saliceti, per migliorare la situazione materiale dell'esercito. Entro due settimane i soldati ricevettero le paghe arretrate, il vettovagliamento venne assicurato con regolarità, l'armamento individuale migliorato e completato, l'artiglieria venne portata a ottanta cannoni campali e 24 pezzi da montagna. L'Armata d'Italia era ancora male equipaggiata ma la coesione era stata ristabilità e il generale aveva suscitato il rispetto, la fiducia e l'apprezzamento dei suoi uomini.

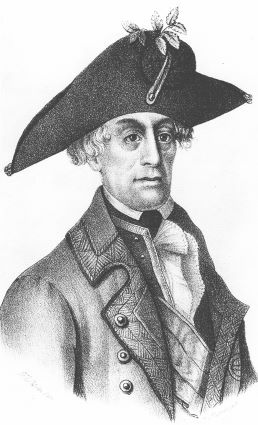
il comandante in capo austriaco, generale Jean-Pierre de Beaulieu.

Dopo la campagna del 1795 l'Armata d'Italia aveva raggiunto posizioni strategiche favorevoli per un'offensiva allo sbocco delle montagne; sulla riviera ligure occupava Finale Ligure, Vado e Savona; soprattutto aveva preso il controllo dell'alta valle del Tanaro e dei passi verso i due rami della Bormida. I francesi occupavano il col di Tenda a ovest e l'importante colle di Cadibona che a est dava accesso sia al Piemonte che alla Lombardia attraverso la valle della Bormida; da queste posizioni il generale Bonaparte riteneva possibile organizzare un'offensiva decisiva a sorpresa contro lo schieramento nemico. L'armata si mise in marcia fin dal 31 marzo 1796; il generale Bonaparte trasferì il suo quartier generale prima ad Albenga e quindi il 9 aprile a Savona, egli prevedeva di sferrare l'attacco principale il 15 aprile 1796.
Il generale Bonaparte impegnò le prime giornate del suo incarico nello studio continuo di piani e di dettagli operativi e organizzativi; impressionò i suoi collaboratori per la grande capacità di lavoro teorico e per lo spirito impetuoso e fiducioso. Il generale disponeva di forze molto inferiori numericamente rispetto a quelle nemiche ma egli intendeva sfruttare le debolezze dello schieramento avversario e la scarsa coesione tra le truppe piemontesi e quelle austriache per frantumare il loro fronte difensivo e, manovrando con rapidità e audacia, sconfiggere i due eserciti nemici. Le forze complessive austro-piemontesi disponibili ammontavano a cira 67 000 uomini ma, disperse in gruppi separati e mal collegati tra loro e inoltre guidati da generali diffidenti e poco disposti a collaborare, queste truppe erano molto esposte a una vigorosa offensiva francese allo sbocco delle montagne. In realtà i comandanti delle potenze coalizzate non sembravano preoccupate per l'arrivo del nuovo comandante, personaggio poco noto, ritenuto privo di esperienza e definito un "terrorista còrso".
Il comandante in capo dei coalizzati in Italia in teoria era l'anziano generale austriaco Jean-Pierre de Beaulieu che si trovava ad Alessandria con circa 20 000 soldati austriaci; 6 000 soldati si trovavano più indietro a protezione delle fortezze di Mantova, Peschiera e Verona, mentre 8 000 uomini sbarravano la costa ligure a ovest di Genova. L'esercito piemontese, guidato dal generale Michele Colli, di origine italiana ma appartenente all'esercito austriaco, schierava circa 10 000 soldati tra Cuneo e Ceva e 20 000 a ovest di Torino. A causa di questa pericolosa dispersione di forze le truppe disponibili per difendere il settore più minacciato erano insufficienti e contavano solo 23 000 soldati austro-piemontesi.

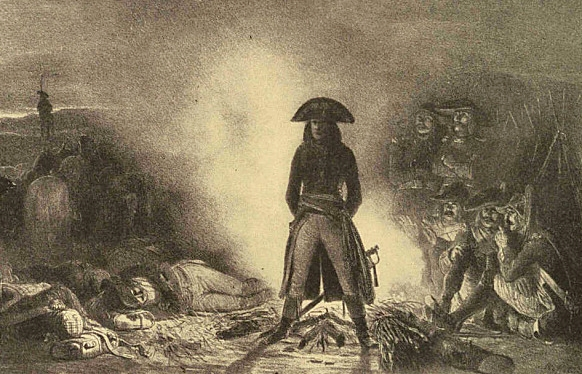
Il generale Bonaparte in mezzo al bivacco della sua armata.

Queste truppe sbarravano gli sbocchi dei passi montani con uno schieramento a ovest, tra Ceva e Carcare, occupato da 12 000 piemontesi comandanti dal generale Colli, e, a est, tra Carcare e Dego, da 11 000 austriaci comandati dal generale Eugen d'Argenteau. In realtà i due schieramenti non erano effettivamente collegati a Carcare, ma, essendo le truppe piemontesi posizionate nel vicino villaggio di Cosseria, esisteva un piccolo varco rimasto indifeso anche a causa dello scarso coordinamento tra i due eserciti. Il generale Bonaparte era a conoscenza delle debolezze del fronte nemico ed aveva deciso quindi di sferrare l'attacco decisivo nel settore di Carcare per sfondare in pieno le linee nemiche.
Il piano del generale Bonaparte prevedeva che la divisione del generale Massena, partendo da Savona, avrebbe attraversato il colle di Cadibona e avrebbe marciato su Carcare dove sarebbe stata raggiunta dalla divisione del generale Augereau, proveniente da Finale Ligure; le due forze concentrate, costituite complessivamente da 24 000 soldati, avrebbero quindi attaccato in massa il varco tra Carcare e Cosseria. Una serie di manovre diversive e movimenti secondari avrebbero dovuto attrarre l'attenzione dei nemici e mascherare il movimento principale verso Carcare. Ad ovest il generale Sérurier con 10 000 uomini doveva prendere la via della montagna lungo la valle del Tanaro da Ormea in direzione di Garessio; i piccoli reparti dei generali Macquart e Garnier avrebbero finto un attacco su Cuneo passando per il col di Tenda, mentre il generale Laharpe avrebbe impegnato una parte delle sue forze verso Sassello. Il generale Bonaparte prevedeva che questi movimenti secondari avessero inizio il 13 aprile. Inoltre sull'estrema ala destra, lungo la strada costiera, era già in corso, su iniziativa del commissario Saliceti, la manovra delle truppe del generale Jean-Baptiste Cervoni in direzione di Voltri per intimorire la Repubblica di Genova, requisire risorse e ottenere denaro per rifornire l'armata.

## Le "vittorie immortali"[27]

### Da Montenotte a Dego
L'avanzata del generale Cervoni lungo la costa ligure fino a Voltri e le energiche richieste del commissario Saliceti al Senato di Genova fecero grande impressione; il rappresentante della Repubblica richiedeva il libero passaggio per il passo della Bocchetta e annunciava l'imminente avanzata francese in Lombardia. Queste notizie suscitarono vivo allarme nei comandi austriaci e piemontesi e il generale Beaulieu decise di prendere provvedimenti immediati per proteggere Genova e sbarrare il passo ai francesi; egli sottovalutò la minaccia nemica verso il settore Cosseria-Carcare e ritenne possibile invece organizzare una complessa operazione controffensiva su colonne separate per aggirare e sconfiggere l'armata nemica.
I piani del generale Beaulieu prevedevano che, mentre il generale Colli copriva le posizioni difensive tra Ceva e Carcare, il generale d'Argenteau avrebbe impegnato una parte delle sue forze per attaccare il fianco sinistro delle truppe francesi della divisione del generale Laharpe, marciando da Sassello a Montenotte ed a Savona. Il generale Beaulieu infine avrebbe diretto l'avanzata di altre truppe austriache dal passo della Bocchetta verso Voltri per proteggere Genova e bloccare l'avanzata del generale Cervoni. Il generale Bonaparte aveva conoscenza del piano di controffensiva del nemico; egli tuttavia rimase ottimista e risoluto; egli considerò che il progetto nemico, prevedendo una complicata marcia di numerose colonne separate attraverso un terreno montuoso con scarsi collegamenti laterali, avrebbe al contrario favorito i suoi piani. Il comandante dell'Armata d'Italia, avendo mantenuto concentrato il grosso delle sue forze e disponendo di buone strade, ritenne di avere la possibilità e il tempo di sferrare l'attacco in massa su Carcare e di poter raggiungere lo sfondamento, cogliendo disuniti e frammentati i distaccamenti nemici, esposti alla sconfitta l'uno dopo l'altro.

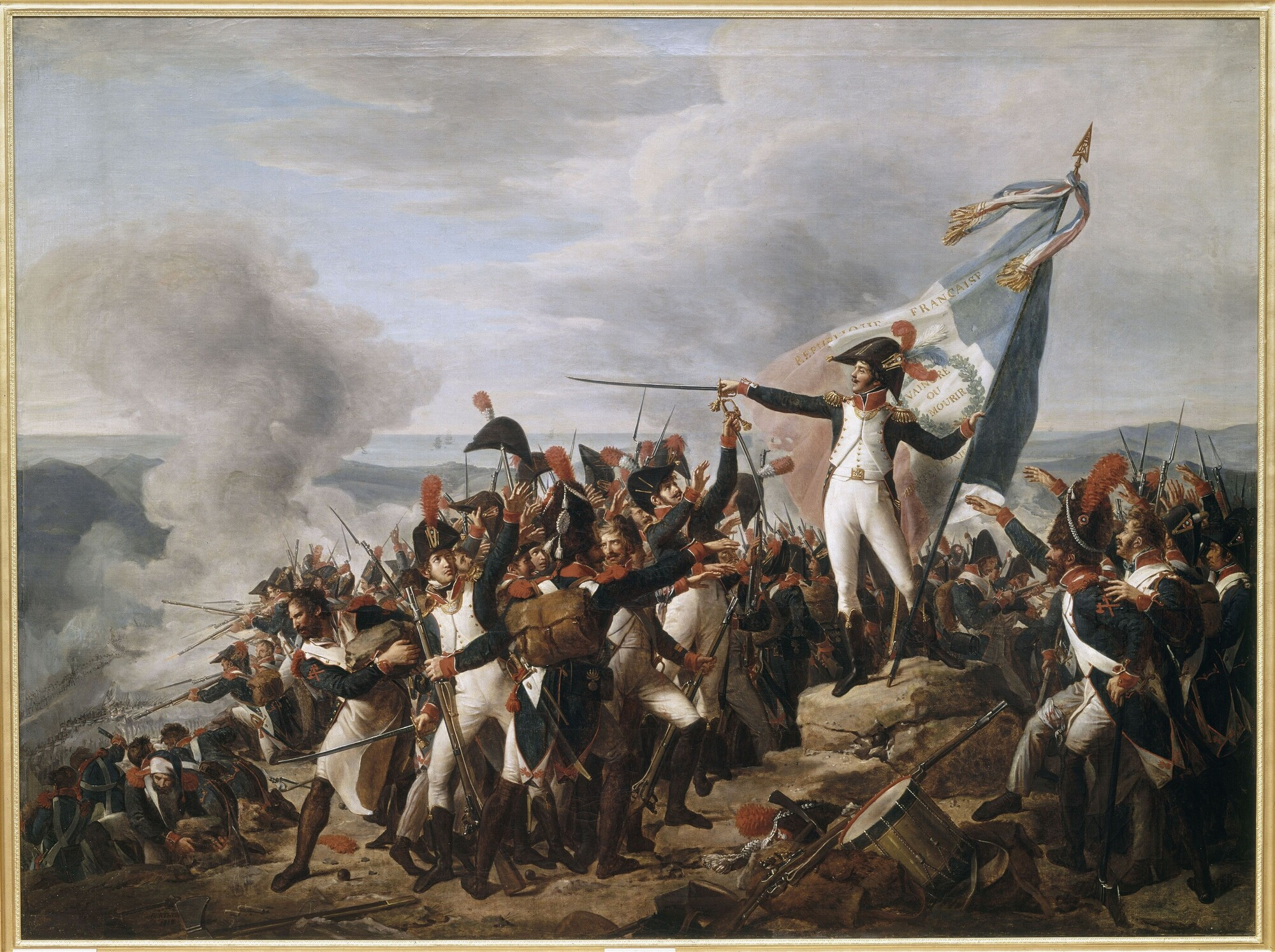
Il colonnello Antoine-Guillaume Rampon guida i suoi soldati durante la difesa di monte Legino.

L'offensiva austriaca ebbe inizio il 10 aprile e quindi il generale Bonaparte, dopo aver individuato la direzione degli attacchi nemici, decise di anticipare i suoi piani e di iniziare a sua volta la marcia su Carcare. Le colonne austriache non riuscirono a coordinare le loro manovre e, a causa di ritardi nella trasmissione degli ordini, le truppe del generale d'Argenteau non furono in posizione fino all'11 aprile mentre le colonne del generale Beaulieau avevano attaccato il generale Cervoni a Voltri fin dal giorno precedente. Dopo aver raggiunto Cairo Montenotte, il generale d'Argenteau avanzò finalmente verso monte Legino dove però il colonnello Antoine-Guillaume Rampon, comandante delle truppe francesi incaricate della difesa delle ridotte, prima guadagnò tempo spingendo avanti le sue avanguardie, e quindi respinse tre attacchi nemici nel pomeriggio dell'11 aprile; gli austriaci, esausti, si fermarono sulle posizioni a nord di monte Legino.
Nel frattempo, il 10 aprile, il generale Beaulieau aveva attaccato le truppe del generale Cervoni a Voltri; il comandante francese condusse un abile combattimento difensivo, resistendo per l'intera giornata; l'11 aprile egli schierò le sue forze sulla posizione di monte Forcella, quindi nella notte si ritirò metodicamente fino a ricongiungersi con il grosso della divisione del generale Laharpe posizionata nelle retrovie del contingente del colonnello Rampon a monte Legino. Rassicurato dall'andamento delle operazioni nel settore di Voltri e di Savona, il generale Bonaparte poté quindi continuare la sua offensiva a sorpresa contro la cerniera di Carcare. Nella notte del 12 aprile il generale fece avanzare la divisione del generale Massena che dal colle di Cadibona sbucò dietro l'abitato di Cairo Montenotte, e la divisione del generale Augereau che marciò da Finale Ligure; le truppe francesi stavano per raggiungere di sorpresa una posizione al centro dello schieramento generale austro-piemontese e alle spalle delle truppe del generale d'Argenteau. Nonostante il ritardo della divisione del generale Augereau, che fu ritardata durante l'avanzata e raggiunse Carcare solo alla mezzanotte del 12 aprile, la posizione venne occupata dopo una frenetica marcia forzata dai soldati del generale Massena che quindi al mattino del 12 aprile poterono sferrare l'attacco decisivo.
La battaglia di Montenotte il 12 aprile si concluse con la completa vittoria dei francesi; le truppe del generale d'Argenteau, 6 000 soldati, vennero attaccate frontalmente da monte Legino dai reparti del generale Laharpe e del colonnello Rampon, mentre il generale Massena sbucò con la sua divisione sul fianco e alle spalle degli austriaci. I francesi sbaragliarono il nemico, catturarono 2 000 prigionieri, quattro bandiere e cinque cannoni; il generale d'Argenteau, attaccato da tutte le direzioni, poté ripiegare verso Dego con soli 700 uomini superstiti. Nella giornata il generale Bonaparte raggiunse con il suo quartier generale Carcare, mentre nella notte cominciarono ad affluire le truppe del generale Augereau; il comandante dell'Armata d'Italia aveva riportato un primo importante successo e aveva separato in due parti il fronte nemico.

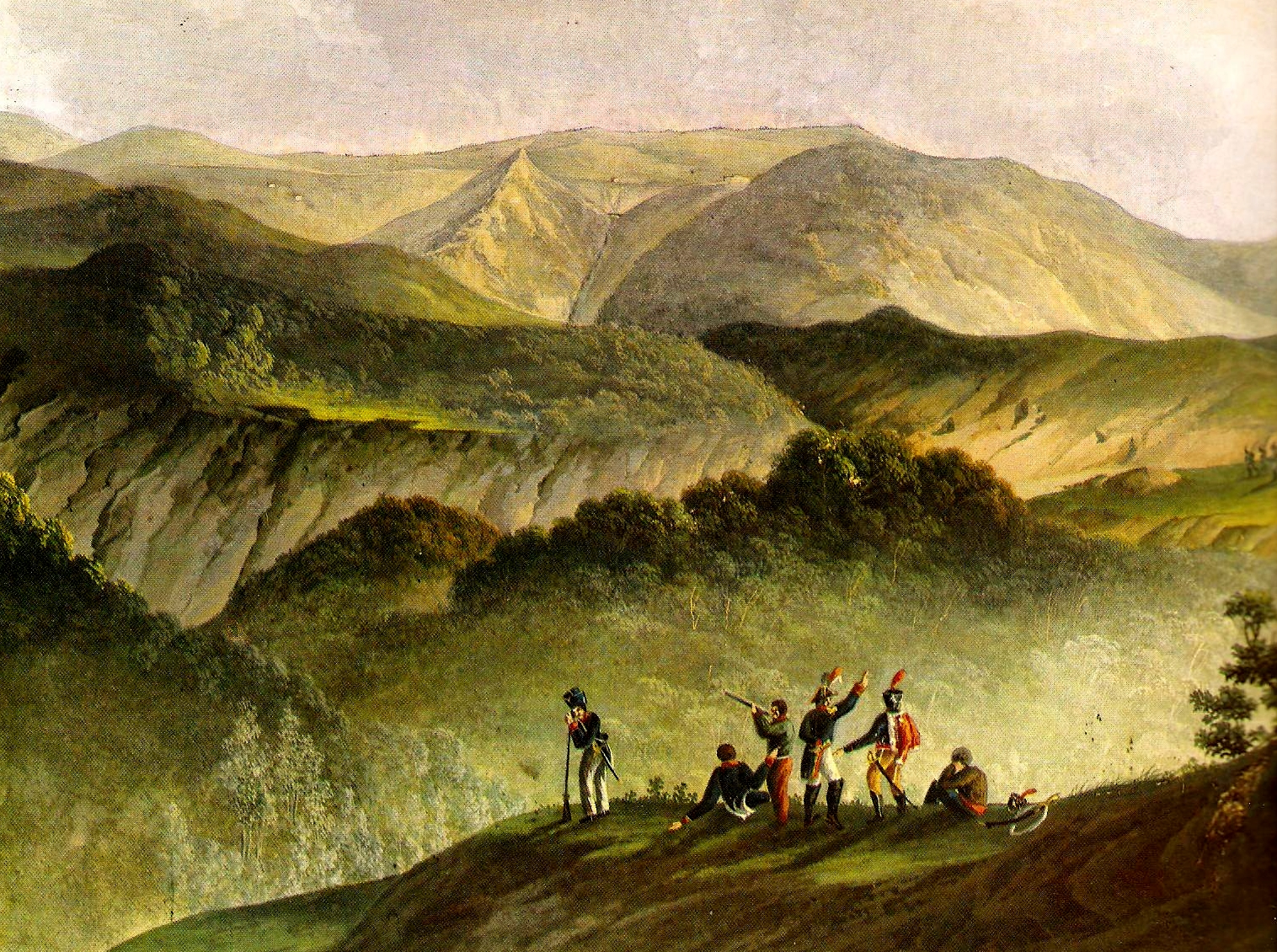
Il generale Bonaparte con i suoi ufficiali osserva la battaglia di Montenotte.

Il generale Beaulieu venne a conoscenza del disastro di Montenotte solo il 13 aprile; disponendo di strade disagevoli, egli poté ripiegare solo con grande difficoltà e dopo due giorni riuscì a concentrare una parte delle sue truppe a Dego per sbarrare la strada di Acqui, mentre altri dieci giorni furono necessari per ritirate i contingenti rimasti indietro a Voltri e al passo della Bocchetta. Mentre gli austriaci cercavano frettolosamente di organizzare un nuovo schieramento a Dego, il generale Colli aveva rafforzato le truppe piemontesi che, posizionate a Millesimo e a Biestro, difendevano la strada per Torino. Il generale Bonaparte era deciso a sfruttare subito la favorevole situazione; dopo lo sfondamento centrale e la frammentazione delle forze nemiche, egli decise di effettuare una nuova concentrazione strategica contro i piemontesi a ovest, facendo risalire da Garessio la divisione del generale Sérurier e impegnando la divisione del generale Augereau che, giunta finalmente a Carcare, avrebbe marciato su Millesimo. il generale Massena sarebbe contemporaneamente avanzato con una parte delle sue forze verso Dego, mentre il generale Laharpe sarebbe rimasto in un primo tempo a Montenotte.

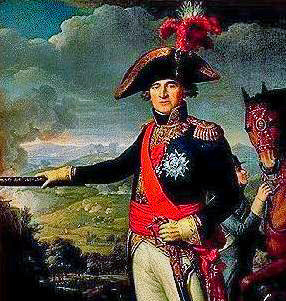
il generale Jean Mathieu Sérurier.

Dopo essere avanzato con grande rapidità, il generale Augereau attaccò i piemontesi il 13 aprile, sbaragliò l'ala destra nemica nella battaglia di Millesimo e conquistò la cittadina; i francesi aggirano da nord la posizione di Cosseria dove 2 000 soldati al comando del generale Giovanni Provera rimasero circondati. Il generale piemontese tuttavia organizzò una tenace resistenza a Cosseria, fortificando le sue posizioni all'interno del vecchio castello, e nella giornata respinse una serie di attacchi. I francesi subirono la perdita di circa 800 uomini e non riuscirono a conquistare la posizione; anche un ultimo attacco guidato dal colonnello Barthélemy Joubert non raggiunse il successo.
Nel frattempo il generale Massena giunse davanti a Dego nella giornata del 13 aprile; ma il generale Bonaparte, recatosi sul posto, gli ordinò in un primo tempo di attendere notizie del successo a Cosseria; il generale Massena quindi, preoccupato anche per il numero delle truppe austriache di fronte a lui, non sferrò l'attacco e una violenta pioggia rese difficoltoso l'afflusso di truppe e materiali.
Il 14 aprile il generale Bonaparte, che si spostava continuamente da un settore all'altro per controllare tutti i combattimenti, decise di concentrare lo sforzo principale contro Dego; il generale Massena venne rinforzato con una parte delle truppe del generale Laharpe e del generale Augereau, mentre il generale Provera venne assediato a Cosseria. I soldati francesi sferrarono con grande impeto un violento attacco frontale contro Dego a mezzogiorno del 14 aprile e, dopo violenti scontri, travolsero le difese austriache e conquistarono la città; l'inseguimento della cavalleria leggera attraverso la gola di Spigno si concluse con una vittoria completa; vennero catturati 6 000 prigionieri, trenta cannoni, sessanti cassoni d'artiglieria. I francesi raggiunsero altri successi a Biestro che venne occupata dalle truppe del generale Philippe Romain Ménard, mentre, dopo il fallimento di un tentativo del generale Colli di aiutare le truppe assediate a Cosseria, il generale Provera si arrese e la posizione cadde in mano francese. Il generale Colli ripiegò su Ceva mentre il generale Beaulieu raggiunse con il suo quartier generale Acqui; le forze austro-piemontesi, indebolite dalle continue sconfitte, erano completamente separate.

### Da Ceva a Mondovì

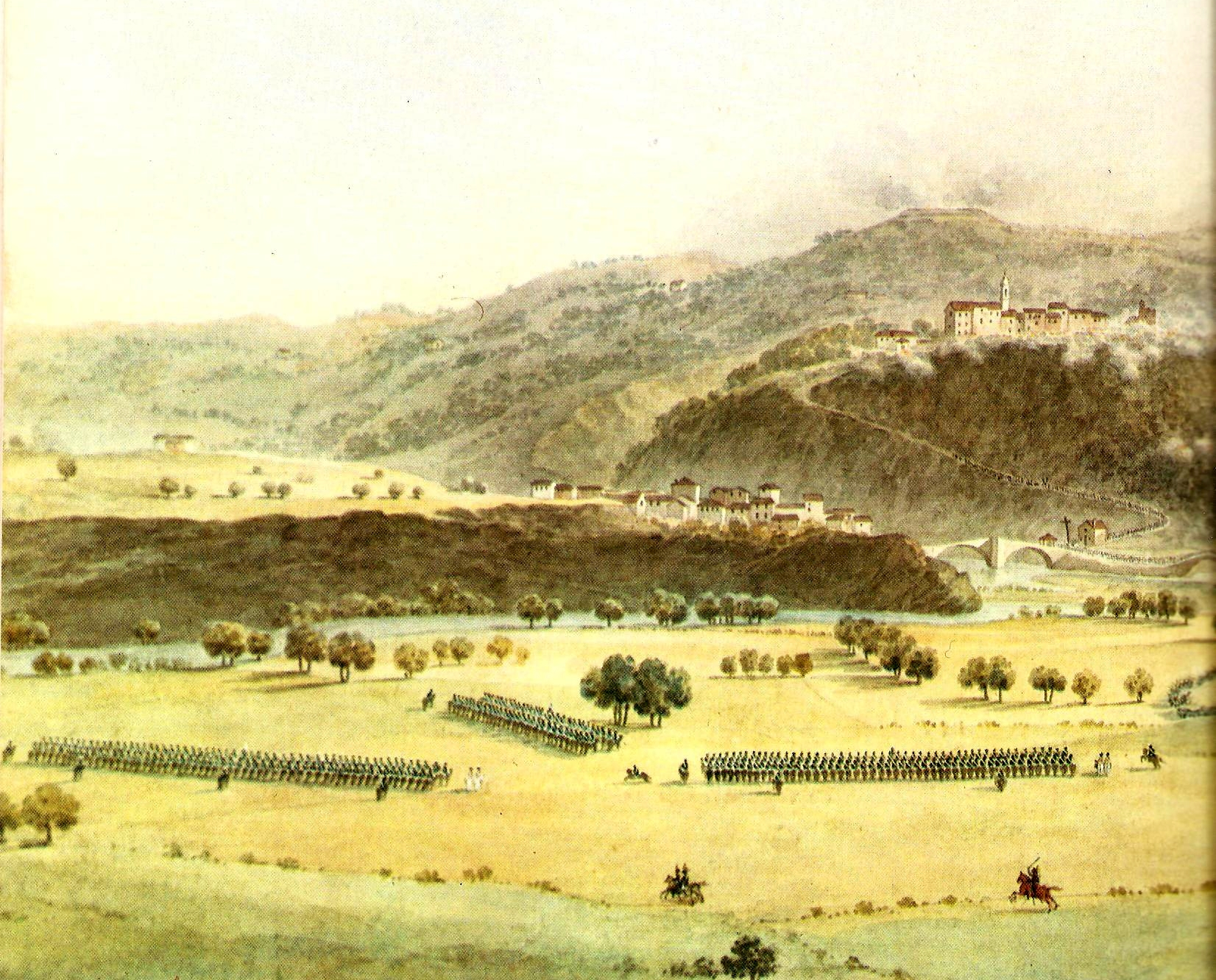
La battaglia di Dego.

Dopo la serie di vittorie, i francesi vennero sorpresi al primo mattino del 15 aprile dall'arrivo sul campo di battaglia di Dego della divisione austriaca del generale Joseph Philipp Vukasović proveniente dalla strada di Voltri e Sassello. La divisione del generale Massena venne colta completamente di sorpresa; le truppe erano disperse, impreparate e in parte disorganizzate dopo il saccheggio dei territori e solo pochi battaglioni erano ancora a Dego; l'attacco austriaco ebbe quindi successo. Dego venne riconquistata, i deboli reparti francesi si ritirarono nella confusione e lo stesso generale Massena venne sorpreso nella casa di una sua amante e dovette fuggire precipitosamente dalla città per evitare la cattura.
Il generale Bonaparte ricevette queste inattese notizie che crearono grande allarme al quartier generale francese; egli si recò subito sul posto per ristabilire la situazione; il generale decise di contrattaccare con la divisione del generale Laharpe fatta affluire da Montenotte e con i reparti riorganizzati della divisione del generale Massena. La battaglia di Dego del 15 aprile continuò per due ore e si concluse con una nuova vittoria del generale Bonaparte; al costo di circa 910 morti e 1 200 feriti, i francesi riconquistarono Dego e le forze austriache vennero quasi completamente distrutte. Nel momento critico della battaglia il generale François Lanusse dimostrò grande spirito offensivo e conquistò i rilievi sulla sinistra della città; nella battaglia si distinsero anche i generali Jean-Jacques Causse e Pierre Banel che rimasero uccisi durante gli scontri e il comandante di battaglione Jean Lannes che il generale Bonaparte promosse sul campo al grado di colonnello.

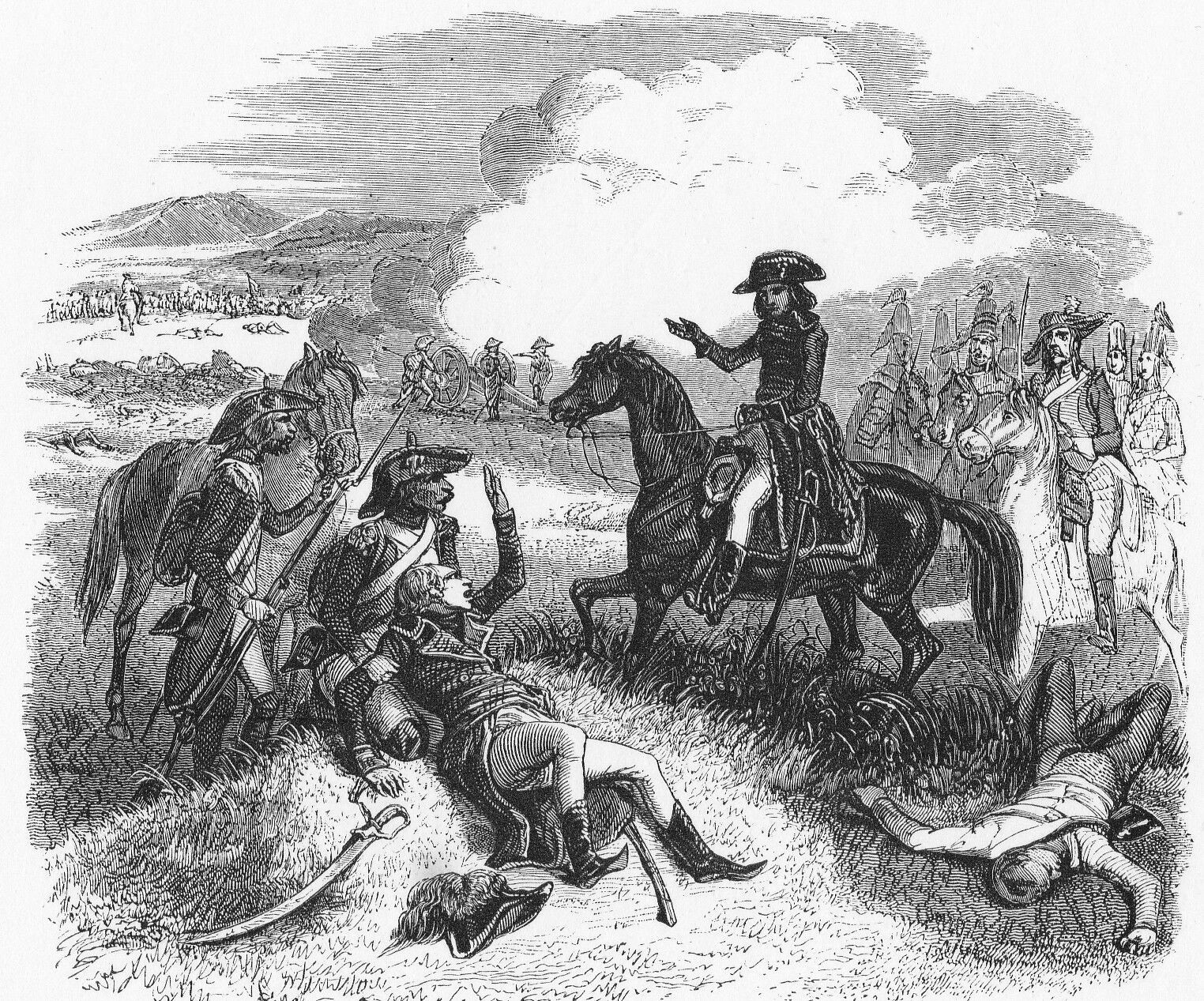
Il generale Napoleone Bonaparte assiste il generale Jean-Jacques Causse, mortalmente ferito alla battaglia di Dego.

Dopo la vittoria definitiva a Dego il comandante dell'Armata d'Italia decise di concentrare rapidamente il grosso delle sue truppe contro i piemontesi del generale Colli; il generale Laharpe rimase al campo di San Benedetto Belbo, dove le truppe francesi rimasero per alcuni giorni controllando le forze austriache che il generale Beaulieu stava cercando di raggruppare ad Acqui e saccheggiando il territorio per superare le forti carenze di rifornimenti e di trasporti. Nel frattempo il generale Bonaparte diresse la divisione del generale Augereau verso Ceva da est, mentre il generale Sérurier da Garessio avrebbe dovuto attaccare da sud; i soldati del generale Augereau raggiunsero le alture di Montezemolo, mentre a sud i francesi occuparono l'altura di San Giovanni Murialdo. Tuttavia il generale Colli, ritenendo pericolosa la sua posizione a Ceva, decise di rinunciare a difendere la posizione, abbandonò il campo trincerato di Ceva, ripiegò dietro il Tanaro e il Corsaglia e prese posizione tra Mondovì e Madonna di Vico.
Il 17 aprile le truppe del generale Sérurier e del generale Augereau occuparono Ceva senza combattere e catturarono l'artiglieria campale piemontese che il generale Colli non aveva potuto evacuare; il generale Bonaparte raggiunse Ceva lo stesso giorno con il suo quartier generale e poté constatare la riuscita dei suoi piani. Le montagne erano state superate e dalle alture di Montezemolo i soldati e gli ufficiali francesi poterono vedere le vaste e ricche pianure piemontesi ormai aperte alla loro conquista; era improvvisamente crollato l'ostacolo delle apparentemente invalicabili catene montuose che "sembravano il confine di un nuovo mondo".
L'armata francese quindi attraversò subito il Tanaro e iniziò ad avanzare nella pianura; le limitate forze di cavalleria francesi al comando del generale Henri Stengel poterono essere finalmente impiegate, raggiunsero Lesegno il 18 aprile e perlustrarono il territorio all'avanguardia, mentre il generale Bonaparte si portò a sua volta qualche ora dopo a Lesegno con il suo quartier generale. Il comandante dell'armata riprese subito l'offensiva per sconfiggere definitivamente le truppe piemontesi del generale Colli che erano attestati dietro il Corsaglia.

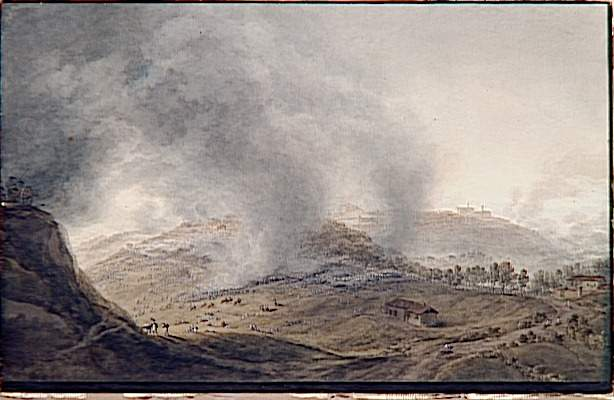
La battaglia di Mondovì.

Il primo tentativo di superare il Corsaglia non ebbe successo il 19 aprile; mentre il generale Massena attraversava il Tanaro a nord, il generale Sérurier cercò di avanzare per il ponte di San Michele a sud, ma il generale Colli, preoccupato per la debolezza della sua posizione, aveva deciso di ripiegare sull'ala destra verso Mondovì, riuscì a concentrare le sue forze a San Michele e respinse i francesi che dovettero abbandonare le posizioni momentaneamente conquistate. Il generale Bonaparte, dopo aver ipotizzato di attaccare subito il 20 aprile, decise di rinviare l'attacco al 21 aprile per riorganizzare le sue forze; dopo l'arrivo delle divisioni del generale Massena e del generale Augereau, il generale poté sferrare un attacco su tre colonne che prima avrebbero dovuto avanzare contemporaneamente da Lesegno, dal ponte di San Michele a sud e a nord verso Breo e quindi marciare su Mondovì.
Il generale Colli aveva cercato di rinforzare le sue difese con fortificazioni campali ma il 21 aprile la battaglia di Mondovì si concluse con la netta sconfitta dell'esercito piemontese; mentre i generali Massena e Augereau attraversavano il Corsaglia e attaccavano le posizioni nemiche, fu la divisione del generale Sérurier che sferrò l'assalto decisivo, sbaragliò le difese piemontesi e conquistò Mondovì. Il generale Sérurier guidò personalmente l'assalto alla baionetta dei suoi soldati che mise in fuga i nemici, la città e i depositi dell'armata piemontese furono occupati dai francesi. Nella fase di inseguimento dopo la battaglia cadde il generale francese Stengel che, distaccatosi in avanti con i suoi cavalieri, venne contrattaccato dalla cavalleria piemontese; infine l'intervento di tre reggimenti di cavalleria al comando del colonnello Murat sconfisse a sua volta il nemico che venne inseguito per alcune ore. I piemontesi avevano subito la perdita nella battaglia di Mondovì di 3 000 morti e feriti, mentre i francesi catturarono 1 500 prigionieri, otto cannoni e dieci bandiere.
Nel pomeriggio le truppe francesi vittoriose persero in parte la loro coesione e si abbandonarono a saccheggi e devastazioni che durarono per oltre 48 ore; il generale Bonaparte dovette intervenire personalmente per frenare le truppe e diramò un duro proclama di rimprovero per questi eccessi, mentre il 23 aprile inviò un dettagliato rapporto al Direttorio in cui lamentò la miseria dell'armata, illustrò le brillanti vittorie e anticipò la possibilità di richieste di sospensione delle operazioni da parte piemontese. Il 24 aprile scrisse anche un'altra delle sue quotidiane e appassionate lettere d'amore alla moglie..

### Fine della prima fase della campagna d'Italia
Dopo la vittoria di Mondovì il generale Bonaparte fu in grado di proseguire rapidamente l'avanzata in Piemonte e l'Armata d'Italia marciò su tre colonne verso Cherasco, verso Fossano e verso Alba. Mentre il generale Augereau marciava su Alba, il generale Sérurier raggiunse ed occupò Fossano dove, dopo un nuovo combattimento, costrinse alla ritirata le retroguardie piemontesi del generale Colli; lo stesso giorno il comandante in capo dell'armata entrò a Cherasco dove venne installato il nuovo quartier generale, mentre avanguardie vennero spinte oltre lo Stura in direzione di Bra.
Le nuove posizioni raggiunte dall'Armata d'Italia a Cherasco erano strategicamente importanti e dominavano lo sbocco dello Stura nel Tanaro; il generale Bonaparte quindi decise di organizzare la difesa sfruttando i materiali catturati nei depositi della città; attraverso le nuove vie di comunicazioni con Nizza passanti per Ponte di Nava, l'armata francese poté ricevere finalmente rinforzi di artiglieria e nuovi materiali di equipaggiamento. Dopo la continua serie di vittorie e le frenetiche marce lungo le vallate di montagna, i soldati francesi avevano raggiunto posizioni sicure in pianura e, dopo aver depredato e saccheggiato il territorio nemico per rifornirsi, potevano finalmente disporre di sufficienti materiali di rifornimento che permisero di migliorare in modo sostanziale la condizione delle truppe e di accrescere l'ordine e la disciplina nei reparti. L'Armata d'Italia aveva superato le sue gravissime difficoltà materiali e aveva raggiunto decisivi successi strategici che ben presto provocarono nuovi e clamorosi sviluppi politico-diplomatici.

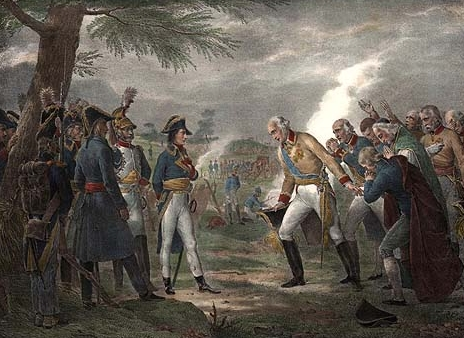
Armistizio di Cherasco: il generale Napoleone Bonaparte riceve gli inviati del re di Sardegna.

L'improvvisa avanzata francese in Piemonte e le pesanti sconfitte subite suscitarono grande preoccupazione nella corte del Regno di Sardegna; l'esercito piemontese era demoralizzato mentre le truppe austriache non sembravano disposte ad intervenire in aiuto e si limitavano a cercare di difendere la Lombardia; turbolenze politiche interne e segni di insofferenza tra la popolazione rischiavano di minare la solidità della monarchia e facevano temere un'evoluzione rivoluzionaria filo-francese. In queste condizioni il re Vittorio Amedeo III, soprannominato spregiativamente dai francesi fin dal 1794 il "re delle marmotte", richiese al generale Bonaparte una sospensione delle operazioni militari. Il comandante in capo dell'armata non aveva i pieni poteri per negoziare e concludere un armistizio con una potenza belligerante ma le istruzioni del Direttorio prevedevano che egli potesse decidere secondo le circostanze se favorire una svolta rivoluzionaria in Piemonte o invece concludere, dopo la vittoria militare, un'"alleanza vantaggiosa" con il re di Sardegna.
Il generale Bonaparte, fin da questo momento poco propenso ad assecondare il Direttorio, considerato struttura di potere inefficiente e corrotta, e consapevole dell'importanza dei suoi successi e del prestigio raggiunto in patria, decise di agire autonomamente dopo aver limitato anche le possibili interferenze del commissario Saliceti. Il comandante dell'Armata d'Italia riteneva problematico continuare le operazioni contro il Regno di Sardegna e avanzare verso Torino; la capitale piemontese era solidamente fortificata e l'esercito francese mancava di cannoni pesanti; inoltre l'esercito austriaco avrebbe potuto intervenire e, riunendosi con le forze sabaude, mettere in pericolo le vittorie già conseguite. In realtà il generale Bonaparte considerava molto più importante sconfiggere gli austriaci ed entrare in Italia, sfruttando la fama raggiunta con i suoi successi per sollevare le popolazioni contro le monarchie; egli quindi decise di rinunciare a detronizzare il "re delle marmotte" e invece concludere rapidamente un accordo che lo liberasse di uno dei suoi avversari. Dimostrando la sua autonomia dalle direttive del Direttorio, il generale diede prova di capacità politico-diplomatica; intimorì gli inviati del re di Sardegna e il 28 aprile venne concluso l'armistizio di Cherasco che sancì la vittoria francese e l'uscita del Regno di Sardegna dalla prima coalizione. Un plenipotenziario piemontese sarebbe stato subito inviato a Parigi per concludere un formale trattato di pace, mentre l'Armata d'Italia avrebbe mantenuto l'occupazione dei territori conquistati, avrebbe sfruttato le vie di comunicazione per rifornirsi e avrebbe preso possesso delle fortezze di Ceva, Cuneo e Tortona.
Il generale Bonaparte aveva concluso in pochi giorni le trattative e raggiunto un grande successo politico-militare; egli era libero di riprendere la campagna e penetrare nel cuore del dominio austriaco; il Direttorio, contrariato per l'indipendenza dell'autoritario generale, rimase sorpreso dalle inattese vittorie dell'Armata d'Italia e dal denaro e dai beni raccolti dal generale Bonaparte e inviati a Parigi. Il colonnello Murat fu incaricato dal comandante in capo di portare subito a Parigi le ventuno bandiere conquistate e le clausole dell'armistizio di Cherasco; le notizie delle vittorie suscitarono entusiasmo nella capitale francese, e per cinque volte, dal 21 al 25 aprile 1796, le assemblee legislative riunite deliberarono solenni ringraziamenti all'Armata d'Italia per i successi raggiunti.

## Bilancio e conseguenze
(Frase del generale Bonaparte dopo il successo della prima parte dei suoi piani)

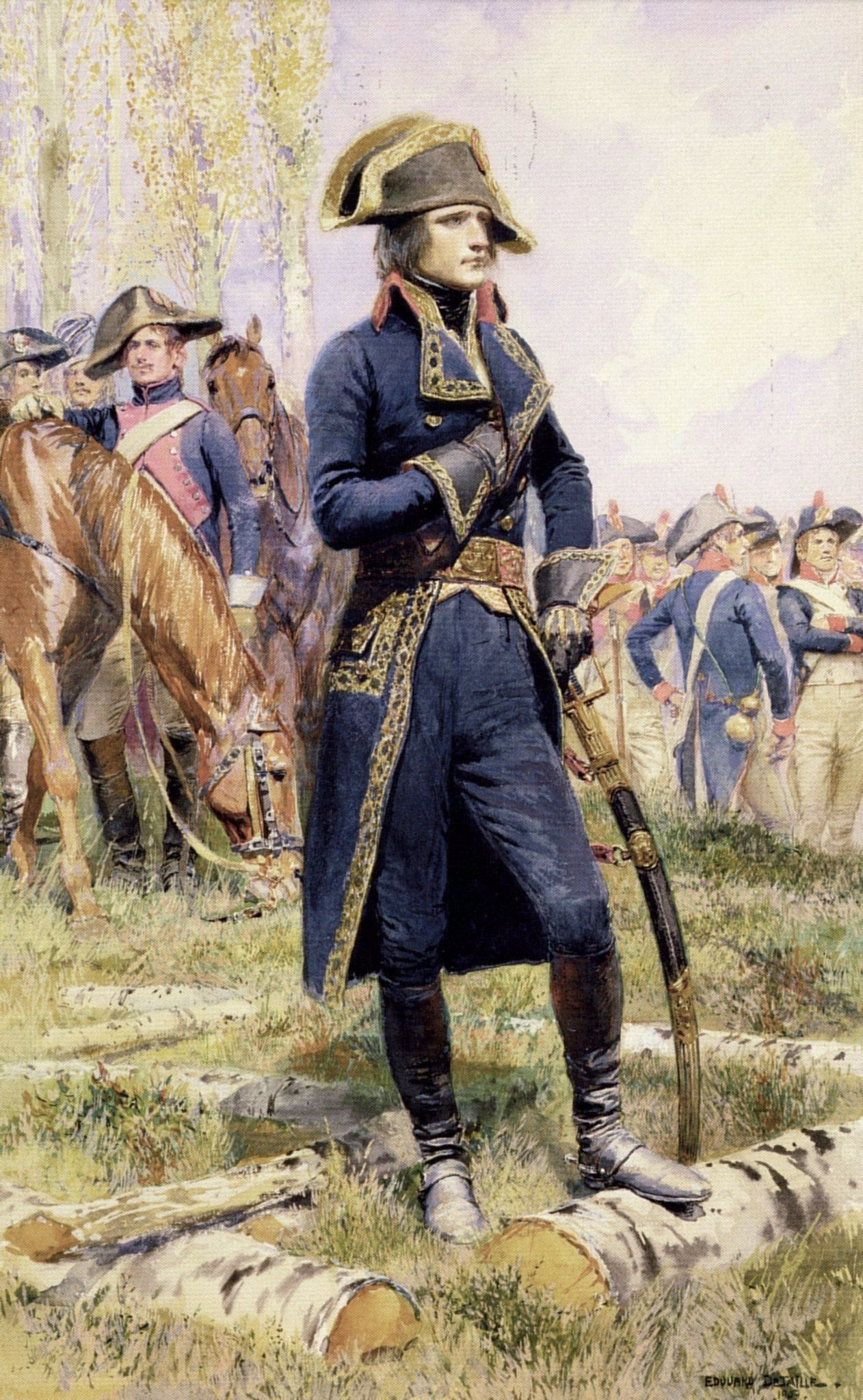
Il generale Bonaparte durante la campagna d'Italia.

Il generale Bonaparte fornì sul campo nei dieci giorni della campagna di Montenotte la prima dimostrazione pratica della sua famosa "strategia della posizione centrale" che egli avrebbe applicato ancora durante la sua carriera nelle situazioni strategiche in cui dovette affrontare contemporaneamente una serie di eserciti nemici, superiori numericamente ma lenti e mal collegati tra loro, quindi esposti alla manovre rapide e impetuose delle truppe francesi. Napoleone avrebbe paradossalmente concluso la sua carriera proprio conducendo in teoria la campagna di Waterloo con la stessa "strategia della posizione centrale" con cui aveva iniziato diciannove anni prima nella campagna di Montenotte. Secondo Emil Ludwig: "l'ultima sua battaglia si riallaccia così alla prima".
La novità assoluta della guerra napoleonica si mostrò nell'aprile 1796 nei dieci giorni di continue battaglie e di frenetici spostamenti che disorientarono completamente i generali nemici, incapaci di comprendere e di contrastare le strategie del giovane generale. Oltre alle sue superiori capacità strategiche e tattiche, il generale Bonaparte, giovane ed in piena salute, si dimostrò instancabile nell'azione, in completo contrasto con i suoi avversari, il settantaduenne generale Beaulieu e il generale Colli, sofferente di una grave forma di gotta.
Le truppe francesi, spinte dalle vecchie idealità rivoluzionarie e soprattutto dal legame personale instauratosi con il nuovo e vittorioso condottiero, avevano marciato e combattuto continuamente, permettendo al generale Bonaparte di mettere in pratica le sue teorie di distruzione totale dell'avversario, di attacco alle parti separate del nemico, di veloci concentrazioni successive di masse numericamente superiori sul campo di battaglia. Esaltati dai primi trionfalistici proclami del generale, al termine della prima fase della campagna i soldati francesi, ormai liberi di dilagare in pianura dopo il crollo dello sbarramento alpino, rimasero stupefatti per l'esaudirsi delle promesse del loro comandante; da quel momento essi si legarono al generale Bonaparte, assurto subito a personaggio superiore di rilievo epocale.
A Milano dove il generale Bonaparte sarebbe entrato alla testa dell'Armata d'Italia il 16 maggio 1796 dopo il passaggio del Po e dell'Adda e la ritirata austriaca verso il Trentino, egli avrebbe entusiasmato i suoi soldati ed anche la borghesia locale filofrancese parlando di "torrente" precipitatosi "dall'alto dell'Appennino", di amicizia tra "tutti i popoli", di "discendenti di Bruto e degli Scipioni" e di "gloria immortale di cambiar volto al più bel paese d'Europa". Il generale, di chiara origine italiana, dal nome così caratteristico, dalla sorprendente personalità, apparve in un primo tempo ai popoli d'Italia come il campione della libertà e dell'uguaglianza; l'epopea napoleonica era iniziata.